# Estadio (unidad de longitud)

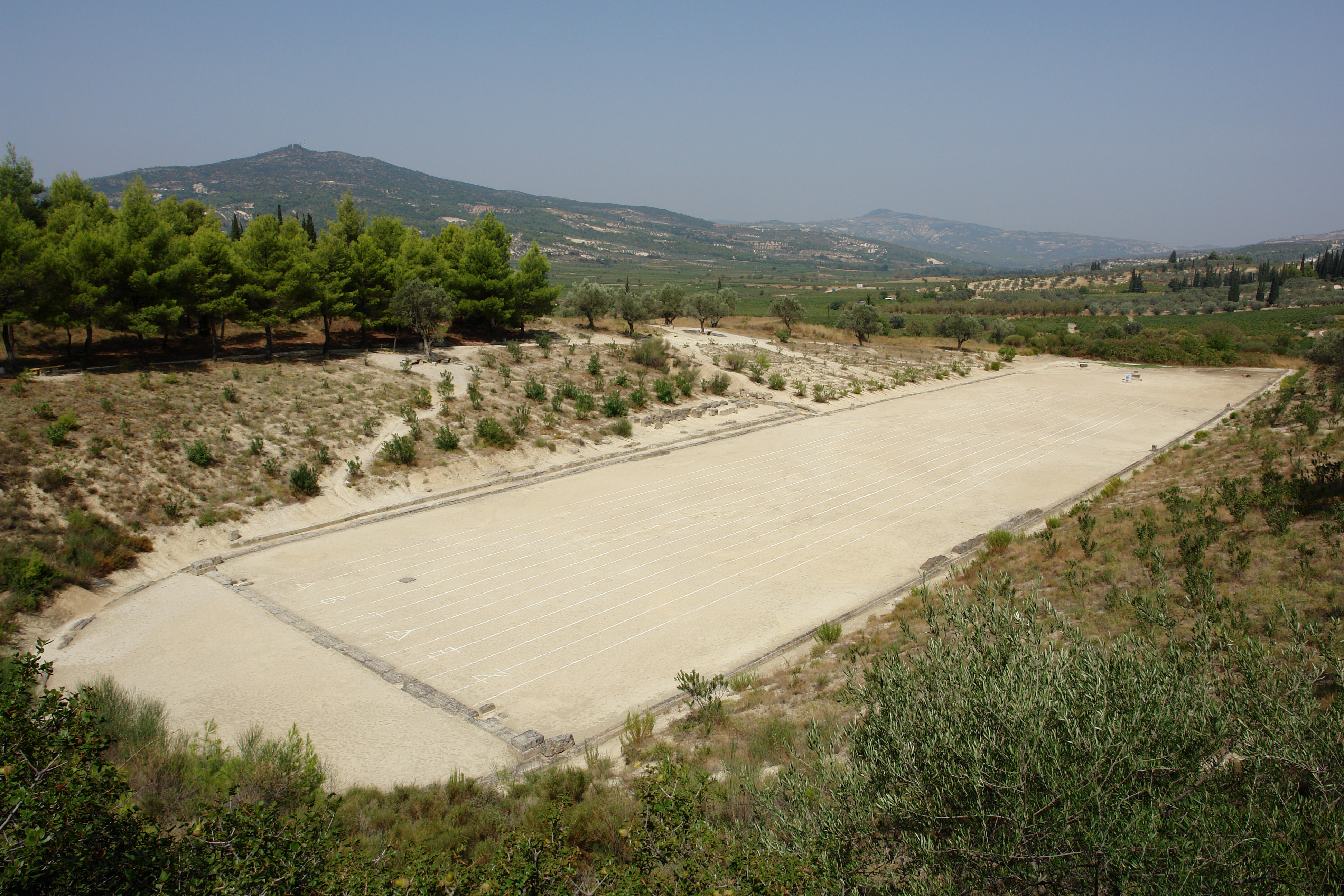
El antiguo estadio de Nemea, en el que se celebraban los Juegos de Nemea, medía 178 m.

El estadio era una unidad de longitud de la Antigüedad, principalmente en Grecia y Egipto, cuya medida exacta era variable dependiendo de la época y del lugar.
En Grecia un estadio siempre tenía 600 pies, pero la medida del pie no era la misma en todas las polis.
El más usado era el estadio Olímpico. Puesto que se atribuía al Partenón unas medidas de 100 pies y cada uno de ellos tiene 0,308 m, se considera que tenía aproximadamente 185 metros (pese a que en realidad el estadio de Olimpia medía 192,27 metros).
Si se divide la circunferencia de la tierra 40.000.000 metros entre 216.000 (60 grados x 60 minutos x 60 segundos), el resultado es la medida de un estadio, 185 metros.
Por otro lado, el estadio ático medía 177,6 m.
También existía el estadio egipcio, que en el siglo III a. C. tenía 157,5 m. Un estadio egipcio estaba compuesto por 300 codos egipcios.
En la época del historiador Polibio (mitad del siglo II a. C.), el estadio griego coincidía con el estadio ático de 177,6 m, y el estadio romano era de 185 m, es decir, la 8.ª parte de una milla romana.

## Algunos valores del estadio
Estadio olímpico: 185,119 m (192m reales)
Estadio grande: 222,344 m,
Estadio macedónico o filetérico: 210,140 m,
Estadio náutico: 166,679 m,
Estadio pítico: 148,59 m,
Estadio inglés (Furlong): 201,168 m
El estadio inglés aún se utiliza en la medición de distancias en carreras hípicas en Inglaterra, Irlanda y los Estados Unidos. Un furlong corresponde a un octavo de milla.